# Буржуа, Жоэль
Жоэ́ль Дени́ Буржуа́ (фр. Joël Denis Bourgeois; род. 25 апреля 1971, Монктон, Нью-Брансуик) — канадский легкоатлет, специалист по бегу на средние и длинные дистанции, кроссу и стипльчезу. Выступал за сборную Канады по лёгкой атлетике в 1990-х и 2000-х годах, чемпион Панамериканских игр, обладатель серебряной и бронзовой медалей Универсиад, многократный победитель и призёр первенств национального значения, участник двух летних Олимпийских игр.

## Биография
Жоэль Буржуа родился 25 апреля 1971 года в Монктоне, провинция Нью-Брансуик.
Впервые заявил о себе в лёгкой атлетике на международном уровне в сезоне 1990 года, когда вошёл в состав канадской национальной сборной и выступил на юниорском мировом первенстве в Пловдиве, где в беге на 3000 метров с препятствиями стал шестым. Также участвовал в чемпионате мира по кроссу в Экс-ле-Бен, где в гонке юниоров на 8 км занял 32-е место.
Будучи студентом, в 1991 году представлял Канаду на Универсиаде в Шеффилде, став в той же дисциплине пятым.
В 1992 году занял 89-е место на кроссовом чемпионате мира в Бостоне.
В 1993 году финишировал пятым на Универсиаде в Буффало.
В 1994 году занял шестое место на Играх Содружества в Виктории.
В 1995 году показал шестой результат на Панамериканских играх в Мар-дель-Плате, выиграл серебряную медаль на Универсиаде в Фукуоке.
Благодаря череде удачных выступлений удостоился права защищать честь страны на летних Олимпийских играх 1996 года в Атланте — в программе стипльчеза сумел дойти до стадии полуфиналов.
В 1997 году отметился выступлением на чемпионате мира по кроссу в Турине.
В 1998 году стал четвёртым на Играх Содружества в Куала-Лумпуре, занял 41-е место на кроссовом чемпионате мира в Марракеше.
В 1999 году взял бронзу на Универсиаде в Пальме, одержал победу на домашних Панамериканских играх в Виннипеге, стартовал на чемпионате мира в Севилье.
Принимал участие в Олимпийских играх 2000 года в Сиднее — на сей раз в беге на 3000 метров с препятствиями показал результат 8:28,07, чего оказалось недостаточно для выхода в финал.
В 2001 году финишировал четвёртым на Играх франкофонов в Оттаве, занял 14-е место на домашнем чемпионате мира в Эдмонтоне.
На Играх Содружества 2002 года в Манчестере был в финале пятым.
В 2003 году стал серебряным призёром на Панамериканских играх в Санто-Доминго.
В 2009 году занял шестое место на Играх франкофонов в Бейруте.
Впоследствии ещё в течение многих лет выступал на различных коммерческих стартах на шоссе, беге на средние и длинные дистанции, участвовал в мастерских турнирах, проявил себя в беге на снегоступах, в частности в этой дисциплине в 2015 году становился бронзовым призёром на чемпионате мира в Квебеке. Как тренер подготовил нескольких титулованных канадских легкоатлетов.